# Jayapura, Mysore
Jayapura là một làng thuộc tehsil Mysore, huyện Mysore, bang Karnataka, Ấn Độ.